# Afaceri încurcate
Afaceri încurcate sau Licoarea magică (titlu original: Monkey Business) este un film SF-fantastic-de comedie american din 1952 regizat de Howard Hawks. În rolurile principale joacă actorii Cary Grant, Ginger Rogers, Charles Coburn și Marilyn Monroe. În Statele Unite, pentru a nu fi confundat cu filmul omonim din 1931 al  Fraților Marx uneori este denumit și ca Howard Hawks' Monkey Business.

## Prezentare
Barnaby Fulton este un om de știință neobișnuit care încearcă să descopere elixirul tinereții. Dar nicio formulă nu pare să dea vreun rezultat. Cu toate acestea, misterul este dezlegat de către o maimuță, care, fără știrea nimănui, amestecă diferite substanțe și face un cocktail din care beau Barnaby Fulton, soția sa Edwina, șeful său și secretara.

## Distribuție
- Cary Grant ca Dr. Barnaby Fulton
- Ginger Rogers ca Edwina Fulton
- Marilyn Monroe ca Lois Laurel
- Charles Coburn ca Oliver Oxley
- Hugh Marlowe ca Hank Entwhistle

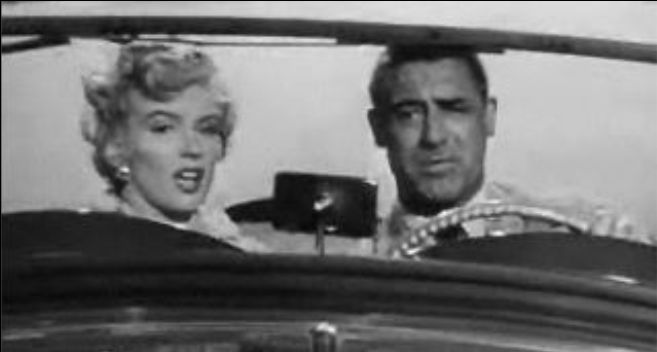
Marilyn Monroe și Cary Grant în Afaceri_încurcate

- Henri Letondal ca Dr. Jerome Kitzel
- Robert Cornthwaite ca Dr. Zoldeck
- Larry Keating ca G.J. Culverly
- Douglas Spencer ca Dr. Brunner
- Esther Dale ca Mrs. Rhinelander
- George Winslow ca Little Indian